# Westamerikanische Wassermolche
Die Westamerikanischen Wassermolche (Taricha) sind eine artenarme Gattung der Schwanzlurche mit vier Arten, die Körperlängen von maximal 22 Zentimetern erreichen. Sie leben sowohl aquatil als auch terrestrisch. Alle Arten sind stark giftig, sie enthalten das Gift Tetrodotoxin (TTX). Es ist auch bekannt unter dem Namen Tarichatoxin – die Gattung war hierfür namengebend.

## Merkmale
Taricha Arten sind gedrungene, mittelgroße bis große Molche mit körniger Haut. Dorsal (oberseits) sind sie dunkel gefärbt, die Bauchseiten sind gelb bis rot. Rippenfurchen sind undeutlich ausgeprägt oder fehlen.
Gray stellte die Gattungsdiagnose in der Erstbeschreibung wie folgt: Kopf breit mit flachem Oberkopf, granuliert. Zunge rundlich und (am Boden der Mundhöhle) festgewachsen, nur an den seitlichen Rändern etwas frei. Zähne auf dem Gaumenbein in zwei parallelen, fast zusammenstehenden Reihen. Ohrdrüsen (Parotiden) verdickt und blasig. Haut granuliert. An den Seiten befinden sich eine schwarze Linie, jedoch keinerlei Poren in Reihe. Der Schwanz ist länglich gestreckt und (seitlich) abgeflacht. Die Vorderfüße haben fünf, die der Hinterfüße vier Zehen. Zwischen den Zehen ist keine Schwimmhaut vorhanden. Deutliche Höcker (Apophysis) hinter der Augenhöhle (Orbita).

## Verbreitung
Westamerikanische Wassermolche sind in Nordamerika verbreitet, die Tiere kommen in der Pazifikküstenregion zwischen Süd-Alaska und dem südlichen Kalifornien, möglicherweise auch in Niederkalifornien (Nordwest-Mexiko) vor.

## Lebensweise
Westamerikanische Wassermolche sind iteropar und kehren jedes Frühjahr in das gleiche Gewässer oder an die gleiche Stelle eines Baches zurück um sich fortzupflanzen. Die Männchen aller Arten bekommen während der Paarungssaison eine glatte Haut und ihre Schwanzflosse vergrößert sich.
Wie das Nervengift Tetrodotoxin (TTX) bei Taricha TTX produziert und im Körper gehalten wird, ist unbekannt. Da TTX ein Alkaloid ist, ist es vermutlich nicht das direkte Produkt eines bestimmten Gens oder einer bestimmten Genfamilie.

## Arten
Die Gattung umfasst vier Arten, Typusart ist Taricha torosa.
- Rauhäutiger Gelbbauchmolch – Taricha granulosa (Skilton, 1849)
- Rotbauchmolch – Taricha rivularis (Twitty, 1935)
- Taricha sierrae (Twitty, 1942)
- Kalifornischer Gelbbauchmolch – Taricha torosa (Rathke, 1833)